# Мазаме-2 Валле-дю-Торе
Мазаме-2 Валле-дю-Торе (фр. Mazamet-2 Vallée du Thoré) — кантон во Франции, находится в регионе Юг-Пиренеи, департамент Тарн. Входит в состав округа Кастр.
Код INSEE кантона — 8117. В состав кантона входят 11 коммун и часть коммуны Мазаме.
Кантон был образован в марте 2015 года. В состав новообразованного кантона вошли коммуны упразднённых кантонов Сент-Аман-Су (8 коммун), Мазаме-Нор-Эст (3 коммуны) и часть коммуны Мазаме.

## История
Новая норма административного деления, созданная декретом от 17 февраля 2014 года, вступила в силу на первых региональных (территориальных) выборах (новый тип выборов во Франции). Таким образом, единые территориальные выборы заменяют два вида голосования, существовавших до сих пор: региональные выборы и кантональные выборы (выборы генеральных советников). Первые выборы такого типа, на которых избирают одновременно и региональных советников (членов парламентов французских регионов), и генеральных советников (членов парламентов французских департаментов), состоялись в два тура 22 и 29 марта 2015 года. Эта дата официально считается датой создания новых кантонов и упразднения части старых. Начиная с этих выборов, советники избираются по смешанной системе (мажоритарной и пропорциональной). Избиратели каждого кантона выбирают Совет департамента (новое название генерального Совета): двух советников разного пола. Этот новый механизм голосования потребовал перераспределения коммун по кантонам, количество которых в департаменте уменьшилось вдвое с округлением итоговой величины вверх до нечётного числа в соответствии с условиями минимального порога, определённого статьёй 4 закона от 17 мая 2013 года.

## Население
Население кантона на 2015 год составляло … человек.

## Коммуны кантона
| Коммуна            | Население, чел. (2012) | Почтовый индекс | Код INSEE |
| ------------------ | ---------------------- | --------------- | --------- |
| Альбин             | 539                    | 81240           | 81005     |
| Бу-дю-Пон-де-Ларн  | 1176                   | 81660           | 81036     |
| Лабастид-Руэру     | 1443                   | 81270           | 81115     |
| Лакабаред          | 289                    | 81240           | 81121     |
| Ле-Вентру          | 80                     | 81240           | 81321     |
| Ле-Рьяле           | 52                     | 81240           | 81223     |
| Мазаме             |                        | 81200           | 81163     |
| Пон-де-Ларн        | 2882                   | 81660           | 81209     |
| Руэру              | 362                    | 81240           | 81231     |
| Сент-Аман-Вальторе | 934                    | 81240           | 81239     |
| Сент-Аман-Су       | 1656                   | 81240           | 81238     |
| Совтер             | 183                    | 81240           | 81278     |